# Краван ле Кото
Краван ле Кото (фр. Cravant-les-Côteaux) је насељено место у Француској у региону Центар, у департману Ендр и Лоара.
По подацима из 2011. године у општини је живело 727 становника, а густина насељености је износила 19,03 становника/km².

## Демографија
| 1962. | 1968. | 1975. | 1982. | 1990. | 2011. |
| ----- | ----- | ----- | ----- | ----- | ----- |
| 805   | 751   | 681   | 715   | 747   | 727   |